# Gwasz

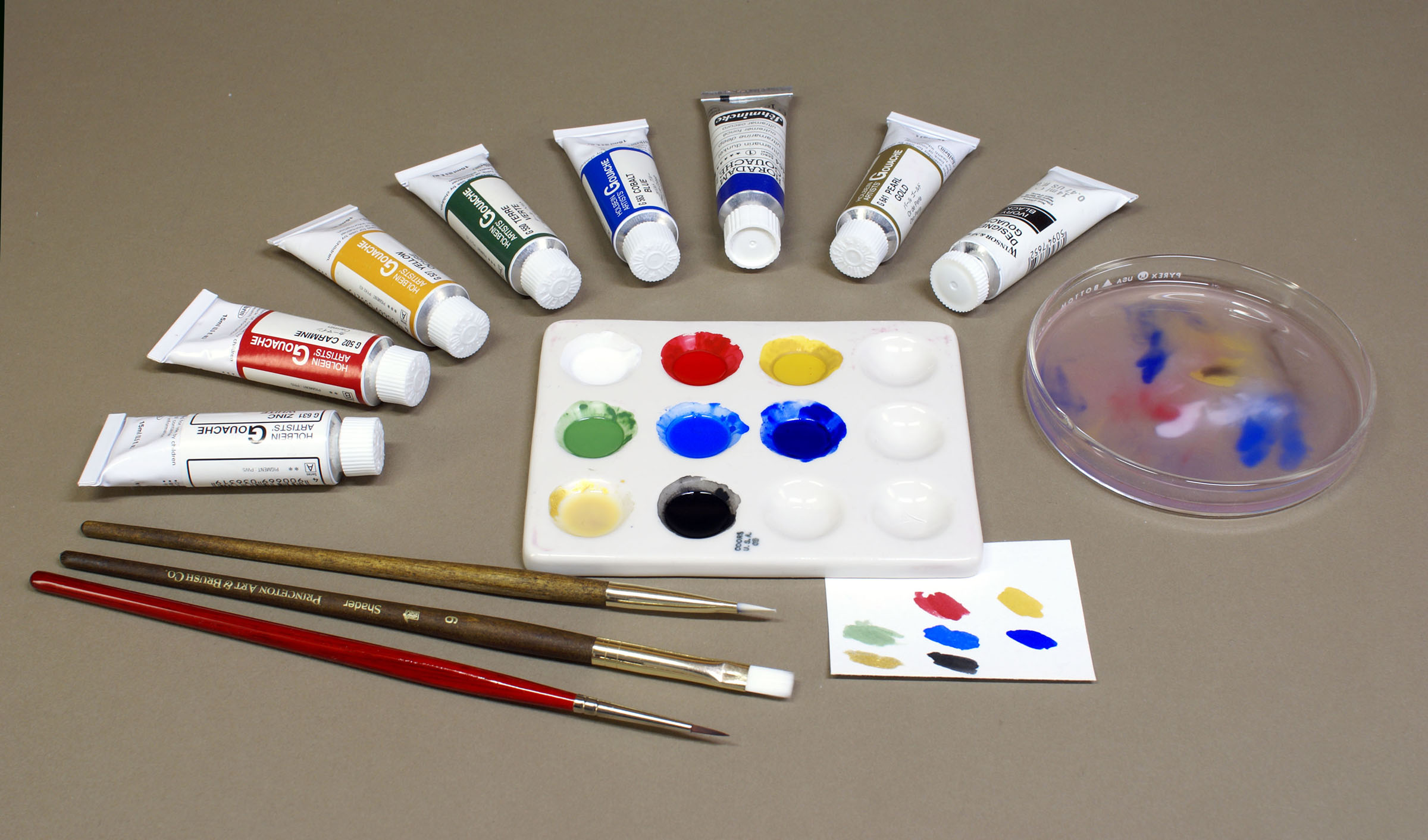
Zestaw do malowania gwaszem

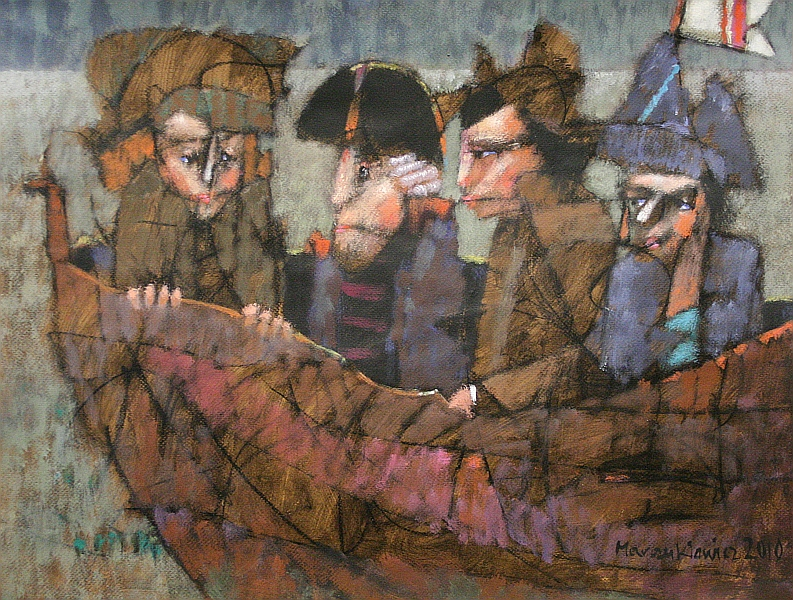
Adam Marczukiewicz, Swamp patrol, gwasz (2010)

Gwasz (fr. gouache, wł. guazzo, z łac. aquatio – czerpanie wody) – farba wodna z domieszką kredy lub bieli (od XIX wieku ołowiowej lub cynkowej), nadającej jej właściwości kryjące, oraz gumy arabskiej będącej spoiwem.
Mianem tym określa się także technikę malowania gwaszami, a także same obrazy nimi namalowane.
Technika malowania gwaszem znana była w Europie od średniowiecza w iluminacjach manuskryptów, stosowana głównie w XVII i XVIII wieku w malarstwie miniatur portretowych, jest ona popularna do dzisiaj.
Gwaszem malowano głównie na papierze barwnym i białym, na pergaminie i kości słoniowej. 
Technika gwaszu różni się od akwareli głównie tym, że obrazy malowane gwaszem mają „pełne” kolory, a nie prześwitujące jak w akwareli. Gwasz po wyschnięciu jaśnieje dając efekt podobny do obrazu malowanego pastelami.

Malowanie takimi farbami jest najczęściej stosowane do wykonywania szkiców dla obrazów olejnych oraz do wykonywania ilustracji do książek, choć są też malarze wyspecjalizowani w gwaszu, stosujący z powodzeniem tę technikę do malowania „pełnoprawnych” obrazów. Gwasz zmieszany z akwarelami służy także do wprowadzania poprawek na obrazach namalowanych akwarelami.